# سیارک ۳۲۳۷
سیارک ۳۲۳۷ (به انگلیسی: 3237 Victorplatt، نامگذاری:1984SA5) سه هزار و دویست و سی و هفتمین سیارک کشف شده‌است که در ۲۵ سپتامبر ۱۹۸۴ کشف شد.
قدر مطلق سیارک برابر ۱۰٫۶۰ است.